# Trzyszcz piaskowy
Trzyszcz piaskowy, trzyszcz piaskowiec (Cicindela hybrida) – gatunek chrząszcza z rodziny biegaczowatych i podrodziny trzyszczowatych.

## Opis

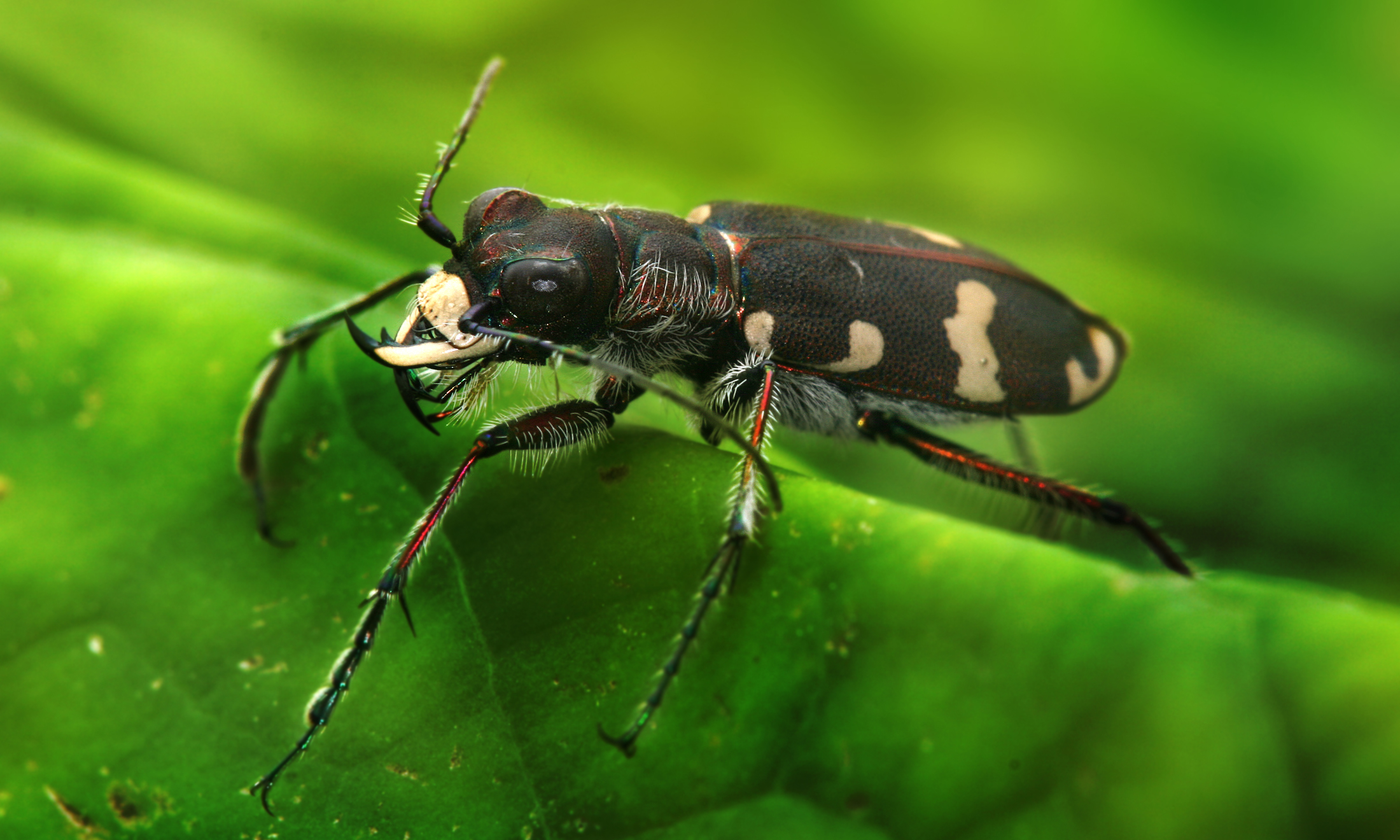
Trzyszcz piaskowy z boku

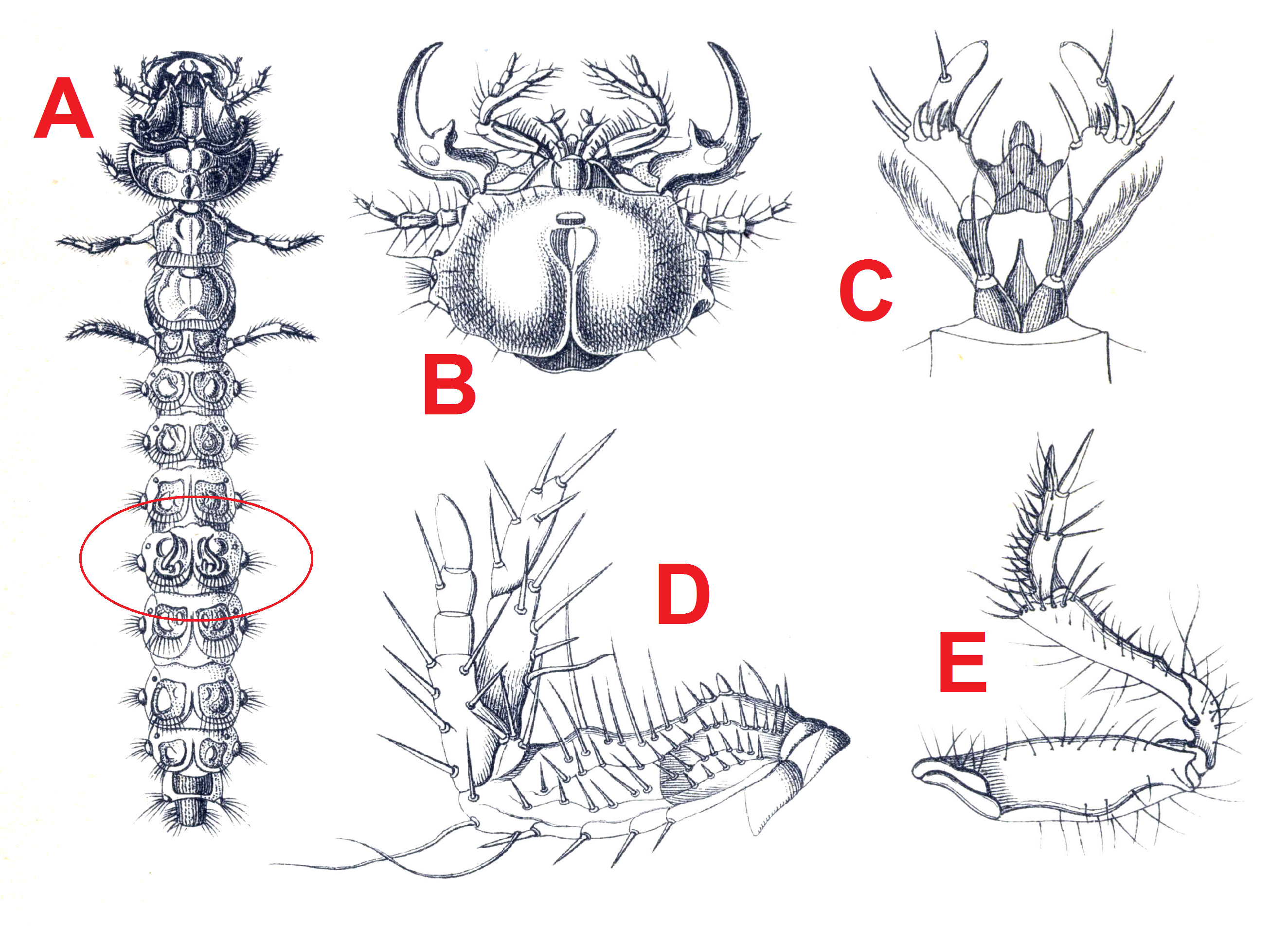
Budowa larwy: A: widok z góry z zakreślonymi hakami bocznymi, B: spód głowy, C: warga dolna, D: szczęka z głaszczkiem, E: przednie odnóże

### Imago
Trzyszcz ten osiąga od 11 do 16 mm długości ciała. Ciało wysmukłe, barwy miedziano-brązowej, pokrywy skrzydeł z jasnożółtymi przepaskami, spód ciała i cały odwłok metalicznie zielone.  Oczy bardzo duże i silnie wypukłe, żuwaczki bardzo długie i ostro ząbkowane. Uda oraz golenie nóg miedzianego koloru, stopy zielone.
Pierwsze człony czułków słabo oszczecinione jedynie w tylnej części. Penis zakrzywiony. Torebka wewnętrzna penisa z dużym ząbkiem. Pewne odróżnienie tego gatunku od podobnego nadmorskiego możliwe jest tylko po budowie genitaliów samców, choć wskazuje się też na pewne różnice w owłosieniu przedniej części ciała i kształcie plamek na pokrywach. U trzyszcza piaskowego znajdują się tylko 1 do 3 szczecinki w tylnych kątach oczu, podczas gdy u nadmorskiego jest to grupa sterczących, białych szczecinek położona na i za oczami.

### Larwa
Ciało larwy smuklejsze niż u trzyszcza polnego, na głowie i przedpleczu słabo metalicznie połyskujące oraz pokryte rozproszonymi, białymi szczecinkami. Na przedpleczu szczecinki te są rzadsze niż u trzyszcza nadmorskiego; w trzecim stadium jest ich od 40 do 60. Drugi człon czułków blisko trzykrotnie dłuższy niż szerszy, przynajmniej tak długi jak trzeci i czwarty razem wzięte. Po obu stronach nasale wewnętrzne pary ząbków tej samej wielkości i mniejsze niż najbardziej zewnętrzne ząbki nasadowe. Szerokość głowy u kolejnych stadiów wynosi w przybliżeniu: 1,3, 2 i 3 mm. Dziesiąty segment odwłoka otoczony szczecinkami zbliżonej długości po stronie grzbietowej i brzusznej, liczniejszymi niż u trzyszcza małego. Boczne haki odwłoka równomierniej zakrzywione i smuklejsze niż u trzyszcza polnego.

## Biologia i ekologia

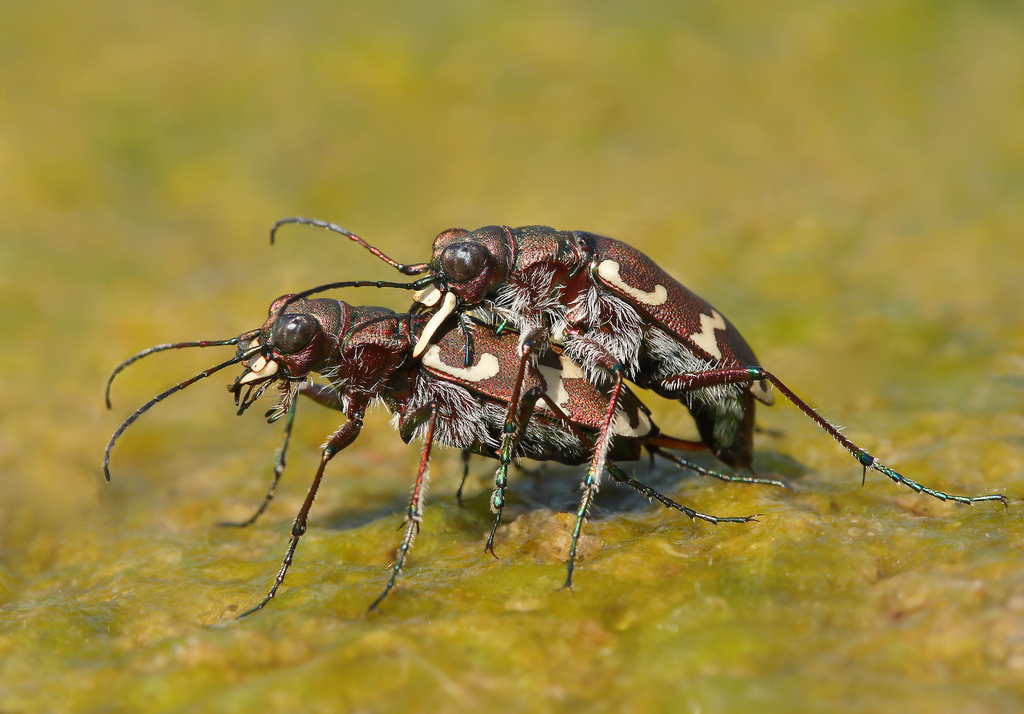
Kopulujące trzyszcze piaskowe

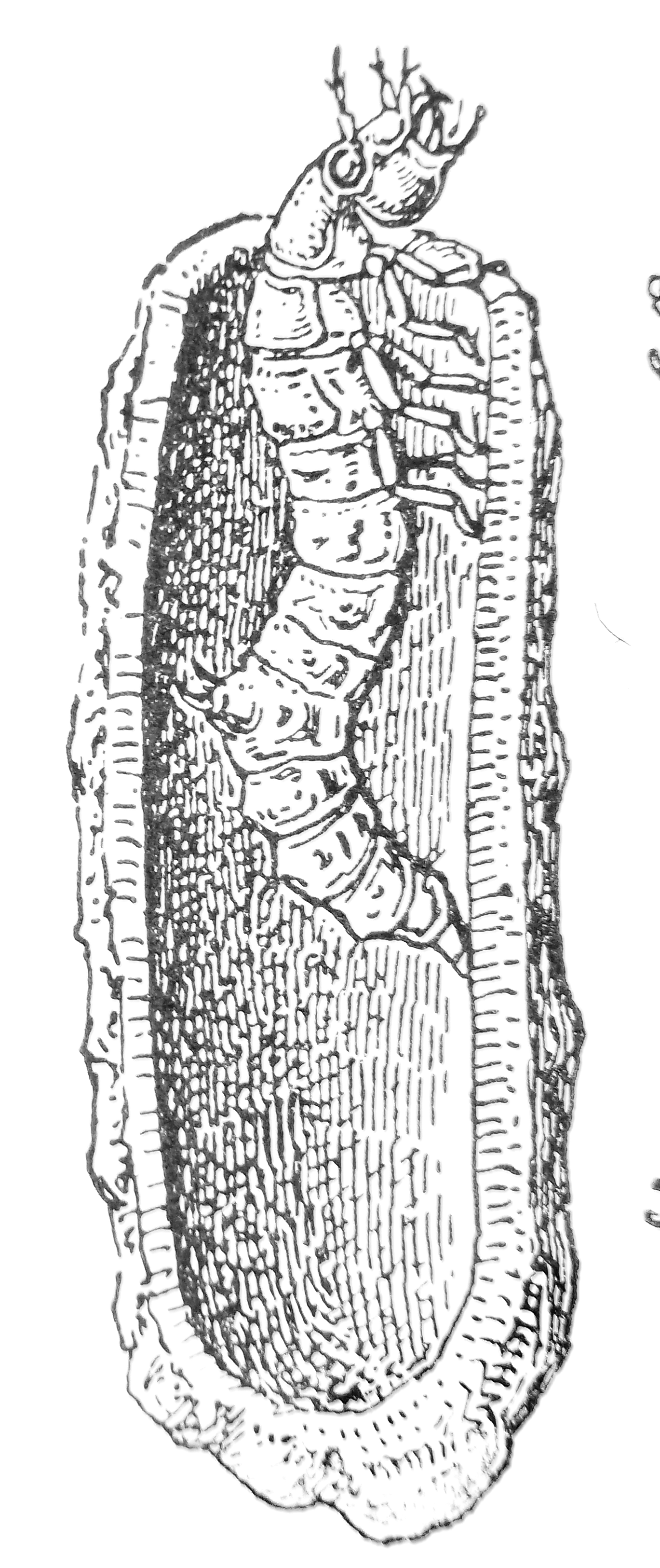
Larwa w norce

### Tryb życia
Trzyszcz piaskowy jest chrząszczem drapieżnym, lotnym i bardzo żarłocznym. Poluje w dzień, porusza się bardzo szybko. Dorosłe owady czatują w zasadzce na swoją ofiarę (owady) i ścigają ją. Podchodzącego człowieka dorosły owad zauważa z odległości około 2–3 m i reaguje szybką ucieczką. Larwy polują z zasadzki, czyhając na ofiarę z rozwartymi żuwaczkami w wygrzebanej przez siebie norce. Łapią przechodzącego obok owada i wciągają go do norki, gdzie go rozszarpują.

### Habitat
Występuje w nasłonecznionych, słabo porośniętych miejscach. Pospolity na śródpolnych drogach i wydmach

## Występowanie
Gatunek palearktyczny, rozprzestrzeniony od zachodniej Europy po Zabajkale. Podawany z Armenii, Austrii, Belgii, Bośni i Hercegowiny, Białorusi, Bułgarii, Chorwacji, Czech, Danii, Estonii, Finlandii, Francji, Holandii, Irlandii, Kazachstanu, Litwy, Luksemburgu, Łotwy, Mołdawii, Niemiec, Norwegii, Polski, Rosji, Słowacji, Słowenii, Szwecji, Ukrainy, Węgier i Wielkiej Brytanii.

### Podgatunki
Wyróżnia się 5 podgatunków trzyszcza piaskowego:
- Cicindela hybrida hybrida
- Cicindela hybrida kozhantshikovi Lutshnik, 1924
- Cicindela hybrida magyarica Roeschke, 1891
- Cicindela hybrida pseudoriparia Mandl, 1935
- Cicindela hybrida transversalis Dejean, 1822

W Polsce występuje podgatunek nominatywny C. h. hybrida.